# Strmac (miasto Užice)
Strmac (cyr. Стрмац) – wieś w Serbii, w okręgu zlatiborskim, w mieście Užice. W 2011 roku liczyła 225 mieszkańców.